# Patrick Bosch
Patrick Bosch (* 30. Oktober 1964; † 11. Mai 2012 in Denekamp) war ein niederländischer Fußballspieler. Als Profi spielte der Verteidiger und defensive Mittelfeldakteur beim FC Twente aus Enschede und beim FC Emmen.

## Karriere
Bosch spielte in der Jugend beim RSC Rossum in seinem Heimatort Rossum, knapp 20 km nördlich von Enschede. Noch in der Jugend kam er zum FC Twente, bei dem er von 1984 bis 1989 als Aktiver unter Vertrag stand. Sein Debüt in der Eredivisie gab er beim Wiederaufsteiger zwei Tage vor seinem 20. Geburtstag am 28. Oktober 1984 in einem Auswärtsspiel beim FC Volendam. Bei den Tukkers spielte er meist als rechter Verteidiger in einer Mannschaft mit Fred Rutten, Theo ten Caat, Pieter Huistra und Theo Snelders. Er entwickelte sich unter Trainer Fritz Korbach in der Rückrunde der Saison 1984/85 zum Stammspieler, in der folgenden Spielzeit kam er auf 30 Einsätze in der Liga. Nach dem Trainerwechsel zu Theo Vonk stand er in der Saison 1986/87 in allen 34 Spielen auf dem Platz. Die Mannschaft des technischen Direktors Kees Rijvers entwickelte sich zu neuer Stärke; jüngere Spieler wie Andy Scharmin oder Wilfried Elzinga drängten in die Mannschaft des Tabellendritten von 1987/88. Bosch kam in der Saison 1988/89, in der Twente zum zweiten Mal in Folge den dritten Platz eroberte, noch 19-mal zum Einsatz. 
Nach insgesamt 101 Liga- und sechs Pokalspielen (sein einziges Tor für Twente erzielte er im KNVB-Pokal 1986/87) wechselte Bosch zur Saison 1989/90 zum FC Emmen in die Eerste divisie. Für das Team aus der Grenzstadt war er vier Jahre lang aktiv und kam zu 75 Einsätzen in Meisterschaftsspielen. 1990 scheiterte das Team in der Relegationsrunde nur knapp am Aufstieg in die Eredivisie. Für Emmen erzielte Bosch sein einziges Ligator. 
Anschließend spielte er, gemeinsam mit seinem ehemaligen Twente-Mannschaftskameraden Evert Bleuming, in der höchsten Amateurklasse bei den von Epi Drost trainierten Amateuren von RKVV Stevo in Geesteren. Mit Bosch gewann das Team 1994 die niederländische Amateurmeisterschaft der Sonntagsklasse. 
In den 2000er Jahren und bis zu seinem Tode war Bosch als Jugendtrainer beim Denekamper Verein DOS’19 tätig.
Bosch starb mit 47 Jahren bei einem Autounfall in der Nacht vom 10. auf den 11. Mai 2012 in seinem Wohnort Denekamp.